# Malacosteus niger

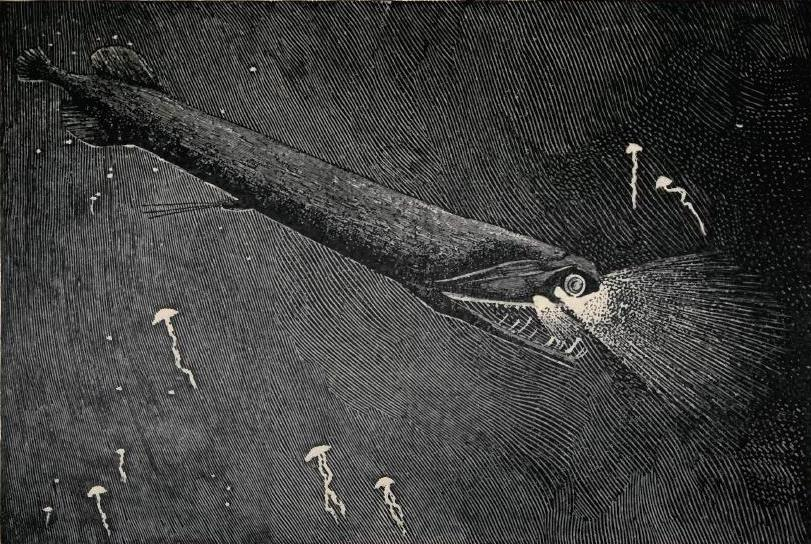
Il·lustració del 1887

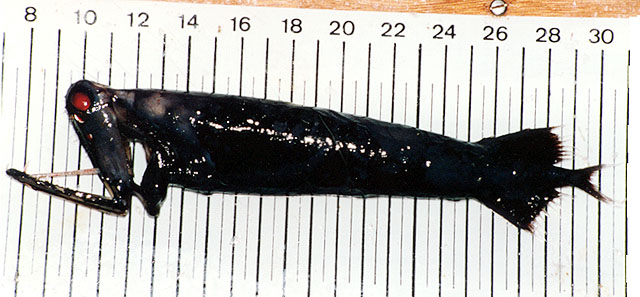
Exemplar capturat el 2008.

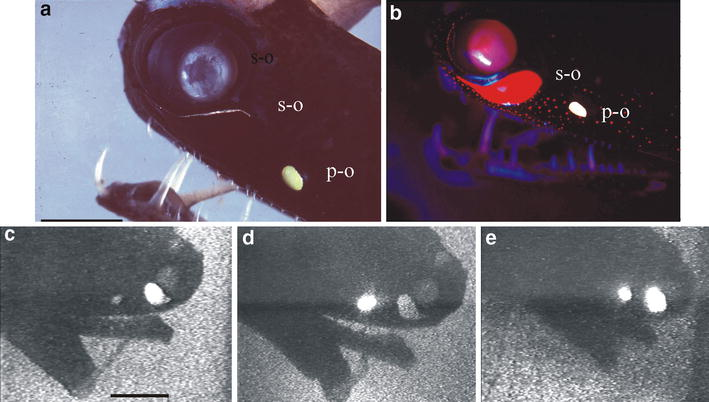
Detall del cap mostrant els fotòfors. La imatge B, en ultraviolat, mostra la fluorescència vermella intensa del fotòfor suborbital

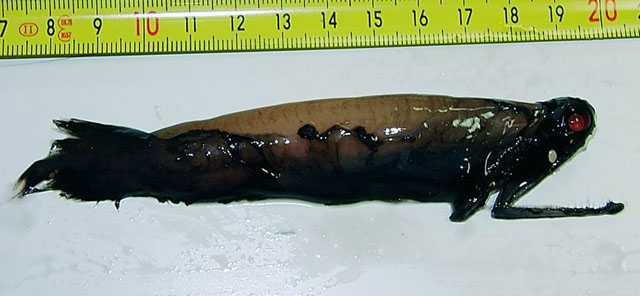
Foto on s'observa la mida d'un Malacosteus niger

Malacosteus niger és una espècie de peix de la família dels estòmids i de l'ordre dels estomiformes.

## Morfologia
- Els mascles poden assolir 25,6 cm de longitud total.[3][4]

## Alimentació
Menja peixos i crustacis.

## Hàbitat
És un peix marí i d'aigües profundes que viu entre 500-3.886 m de fondària.

## Distribució geogràfica
Es troba a tots els oceans entre 66°N i 30°S, incloent-hi l'Atlàntic, les illes Açores, les costes atlàntiques ibèriques (desconegut a la Mediterrània), el corrent de Canàries, el corrent de Benguela, el Carib, el golf de Mèxic, l'Índic, el golf d'Aden, la badia de Bengala, el corrent de Kuroshio, el Pacífic, el mar de la Xina Meridional, el mar de la Xina Oriental, les illes Hawaii, el corrent de Califòrnia, el corrent de Humboldt, el mar de Tasmània i el mar de Bering.

## Observacions
És inofensiu per als humans i el seu índex de vulnerabilitat és de baix a moderat (29 de 100).